# District de South Taranaki

Localisation du district de South Taranaki

Le district de South Taranaki est situé dans la région de Taranaki, dans l'île du Nord de la Nouvelle-Zélande. Il abrite la ville de Hawera (11 000 habitants) et les villages de Manaia, Opunake, Patea, Eltham et Waverley (tous de moins de 2 000 habitants). Le district s'étend sur 3 575,46 km2, et le recensement de 2006 y a compté 26 484 habitants.

## Sources
- (en) South Taranaki District Council
- (en) Final counts – census night and census usually resident populations, and occupied dwellings - Taranaki, Statistics New Zealand